# NGC 1684
NGC 1684 (również PGC 16219) – galaktyka eliptyczna (E), znajdująca się w gwiazdozbiorze Oriona. Odkrył ją William Herschel 1 lutego 1786 roku.